# Neolamarckia macrophylla
Neolamarckia macrophylla är en måreväxtart som först beskrevs av William Roxburgh, och fick sitt nu gällande namn av Jean Marie Bosser. Neolamarckia macrophylla ingår i släktet Neolamarckia och familjen måreväxter. Inga underarter finns listade i Catalogue of Life.